# Beat13
 (juin 2020).
Beat13 est un collectif d'artistes anglais composé entre autres d'illustrateurs, de designers et de musiciens.

## Historique
Fondé en 1999 par l'illustratrice Lucy Mclauchlan, Beat13 fut très vite rejoint par Matt Watkins. Les deux artistes forment le noyau dur du collectif. Leur univers graphique, onirique et moderne mélange de dessin, musique et technologie. Leur atelier se situe à Birmingham en Angleterre dans le quartier de Digbeth. La galerie d'art moderne du collectif qui a ouvert en 2002, réunit et expose la plupart de leurs travaux, ainsi que des travaux nés d'une collaboration avec d'autres artistes.

Beat13 participe à de nombreux événements et performances. En 2004 et 2005, Lucy et Matt ont notamment exercé leur art au profit de l'association Keep A Breast qui récolte des dons pour le cancer du sein en faisant intervenir de multiples artistes pour différentes performances. Beat13 accompagne également beaucoup la scène musicale, et ont largement pris part à la conception de l'univers graphique de plusieurs groupes comme Gorillaz ou encore The Bees. Ils interviennent souvent pour la création graphique de festivals comme le Supersonic festival (festival de musique de Birmingham) mais aussi dans l'édition, et la mode vestimentaire.

## Membres de Beat13
- Al Murphy
- Tim Watkins
- Satori: Dj/Producteur
- Guy Carlos: Dj/Producteur
- Glenn Anderson
- Energy107
- Jamie: Cartoonist

## Quelques événements et performances
- 1999 : Arc Gallery Store: exposition avec Steff Plaetz, Manchester (Angleterre).
- 2001 : Chamber of Pop Culture the Horse Hospital, Gallery, première exposition majeure de Beat13, Londres (Angleterre).
- 2001 : Filesharing Studio Gallery, Berlin (Allemagne).
- 2002 : Hankuy Dept Store, Osaka (Japon).
- 2002 : Mono Culture, Perth (Australie).
- 2003 : Beat13 Gallery, Birmingham (Angleterre).
- 2003 : Deitch Gallery, New York/Los Angeles (États-Unis).
- 2004 : Modart, Munich (Allemagne).
- 2004 : Keep a Breast, Anglet (France).
- 2004 : The big Draw, Nottingham (Angleterre).
- 2005 : Birmingham Museum & Art Gallery, Birmingham (Angleterre).
- 2005 : Analogue Gallery, Édimbourg (Écosse).
- 2006 : Lab101 Gallery, Los Angeles (États-Unis).
- 2006 : The Vanilla Art Gallery, Leicester (Angleterre).